# Olost
Olost  es un municipio de la provincia de Barcelona, en la comarca del Llusanés. Incluye también la población de Santa Creu de Jutglar.

## Historia
La parroquia de Santa María de Olost se halla documentada desde 908 y la de Santa Creu de Jotglar desde 984.
Desde 1966 hasta 1991 Mosén Ramon Vila i Pujol fue rector de la iglesia de Santa María de Olost.

## Demografía
Olost cuenta con una población de 1216 habitantes (INE 2024).
| Gráfica de evolución demográfica de Olost entre 1842 y 2021                                                           |
| |
| Población de derecho según los censos de población del INE. Población de hecho según los censos de población del INE. |

| 1900 | 1930 | 1950 | 1970 | 1981 | 1986 | 2006 | 2008 |
| ---- | ---- | ---- | ---- | ---- | ---- | ---- | ---- |
| 917  | 1089 | 1120 | 904  | 961  | 948  | 1187 | 1199 |

## Lugares de interés
- Iglesia de Santa María, de estilo barroco, con dos campanares.
- Iglesia de Santa Creu de Jotglar, del siglo XVIII.
- Castillo de Olost, de estilo gótico, guarda una importante colección de pinturas, entre las que destacan las de Josep Maria Sert.
- Espai Perot Rocaguinarda, Espacio dedicado a la figura del más famoso de los bandoleros del Lluçanès. Situado en la planta baja del centro cívico de Olost, contiene diversos paneles explicativos y dos audiovisuales.